# Zonophora batesi
Zonophora batesi är en trollsländeart som beskrevs av Selys 1869. Zonophora batesi ingår i släktet Zonophora och familjen flodtrollsländor. Inga underarter finns listade i Catalogue of Life.